# ペンタイア
ペンタイア (Pentire) とはイギリスの競走馬である。キングジョージ6世&クイーンエリザベスステークスを勝つなど活躍し、引退後は種牡馬として一時日本に輸入された。その後ニュージーランドへ渡り、オセアニアで大レースを制する産駒を輩出する人気種牡馬となった。

## 戦績
1994年6月、ニューマーケット競馬場でデビューし3着。2歳時は短距離を中心に走り5戦1勝に終わる。
3歳となった1995年からは10f以上の距離を走るようになり4連勝、キングジョージ6世&クイーンエリザベスダイヤモンドステークスにも出走しラムタラの2着となる。その後、アイルランドチャンピオンステークスで後に凱旋門賞2着となるフリーダムクライを破って優勝。これが初G1勝利となる。
4歳となった1996年は、初戦にダートのドバイワールドカップに出走するが、北米馬に1着から3着までを独占され、勝ったシガーからは9馬身差の4着に敗れる。エクリプスステークス3着の後、前年2着に敗れたキングジョージ6世&クイーンエリザベスダイヤモンドステークスに出走する。スタートで出遅れながらも、最後の直線で差して勝利。しかし、その後はフォワ賞でスウェインの2着、凱旋門賞でエリシオの10着、来日してジャパンカップに出走するもシングスピールの8着と精彩を欠き、このレースを最後に引退した。

### 競走成績
| 出走日     | 競馬場           | 競走名                      | 格 | 距離      | 着順 | 騎手            | 着差     | 1着（2着）馬       |
| ---------- | ---------------- | --------------------------- | -- | --------- | ---- | --------------- | -------- | ------------------ |
| 1994.06.24 | ニューマーケット | 未勝利                      |    | 芝6f      | 3着  | M.ヒルズ        | 3馬身    | Knight Commander   |
| 1994.07.07 | ニューマーケット | 未勝利                      |    | 芝6f      | 1着  | ポール･エデリー | 2馬身1/2 | （Otterboune）     |
| 1994.07.28 | グッドウッド     | リッチモンドS               | G2 | 芝6f      | 3着  | ポール･エデリー | 1馬身1/4 | Sri Pekan          |
| 1994.08.16 | ヨーク           | 条件S                       |    | 芝6f214y  | 3着  | ポール･エデリー | 2馬身1/2 | Options Open       |
| 1994.09.27 | ニューマーケット | 条件S                       |    | 芝7f      | 10着 | ポール･エデリー | 8馬身1/4 | Don Corleone       |
| 1995.04.29 | サンダウン       | クラシックトライアル        | G3 | 芝10f7y   | 1着  | M.ヒルズ        | クビ     | （Singspiel）      |
| 1995.05.11 | チェスター       | ディーS                     | L  | 芝10f75y  | 1着  | M.ヒルズ        | 1馬身1/4 | （Sanoosea）       |
| 1995.05.23 | グッドウッド     | プレドミネートS             | L  | 芝10f     | 1着  | M.ヒルズ        | 短頭     | （Istidaad）       |
| 1995.06.23 | アスコット       | キングエドワード7世S        | G2 | 芝12f     | 1着  | M.ヒルズ        | 2馬身1/2 | （Classic Cliche） |
| 1995.07.22 | アスコット       | KGVI&QES                    | G1 | 芝12f     | 2着  | M.ヒルズ        | クビ     | Lammtarra          |
| 1995.08.15 | ヨーク           | グレートヴォルティジュールS | G2 | 芝11f195y | 1着  | M.ヒルズ        | 短頭     | （Singspiel）      |
| 1995.09.09 | レパーズタウン   | 愛チャンピオンS             | G1 | 芝10f     | 1着  | M.ヒルズ        | 短頭     | （Freedom Cry）    |
| 1996.03.27 | ナドアルシバ     | ドバイWC                    |    | D2000     | 4着  | M.ヒルズ        | 9馬身1/4 | Cigar              |
| 1996.07.06 | サンダウン       | エクリプスS                 | G1 | 芝10f     | 3着  | M.ヒルズ        | 1馬身3/4 | Halling            |
| 1996.07.27 | アスコット       | KGVI&QES                    | G1 | 芝12f     | 1着  | M.ヒルズ        | 1馬身3/4 | （Classic Cliche） |
| 1996.09.15 | ロンシャン       | フォワ賞                    | G3 | 芝2400    | 2着  | M.ヒルズ        | 1/2馬身  | Swain              |
| 1996.10.06 | ロンシャン       | 凱旋門賞                    | G1 | 芝2400    | 10着 | M.ヒルズ        | 10馬身   | Helissio           |
| 1996.11.24 | 東京             | ジャパンC                   | G1 | 芝2400    | 8着  | M.ヒルズ        | 0.6秒    | シングスピール     |

## 種牡馬時代
1997年から日本で種牡馬入り。同時にシャトル種牡馬として初年度はオーストラリア、それ以降はニュージーランドでも種牡馬生活を送る。日本では2000年にデビューした初年度産駒が期待ほどの成績を残せず、それまで100頭前後だった種付頭数が2001年に1/4程度まで急落。一方でオーストラリアでは初年度産駒からG1勝ち馬を出したため、2002年は日本に帰国せず、ニュージーランドにとどまって種付けを行なっている。海外での活躍が明らかになった2003年も日本では人気が回復しなかったため、同年の種付けシーズン後に正式にニュージーランドへ輸出された。それ以降も、2008-2009年シーズンのニュージーランド年度代表馬Mufhasaなど、数多くの活躍馬を送り出した。
2017年11月20日にニュージーランドのRich Hill Studで死去した。

## 代表産駒

### 日本国内
- 1998年産
  - マイネルデスポット（菊花賞2着）
- 1999年産
  - マイネルアムンゼン（エプソムカップ2回、新潟大賞典）
- 2000年産
  - クラフトワーク（函館記念、中山金杯、アメリカジョッキークラブカップ）
  - ワンモアチャッター（朝日チャレンジカップ）
- 2001年産
  - マイネルデュプレ（共同通信杯）

### 日本国外
※生産年別にアルファベット順で、G1勝ち馬とG1競走名のみ表記。特に記載のない場合は新G1。
- 1998年産
  - Pantani - サウスオーストラリアンダービー（豪G1）、アデレードカップ（豪G1）
- 1999年産
  - Recurring - レイルウェイハンデキャップ
  - Penny Gem - キャプテンクックステークス
- 2001年産
  - Art Success - ブリスベンカップ（豪G1）
  - Pentane - オークランドカップ
  - Xcellent - ニュージーランドダービー、ケルトキャピタルステークス、ニュージーランドステークス、マッジウェイパーツワールドステークス
- 2004年産
  - Mufhasa[2] - テレグラフハンデキャップ2勝、ワイカトドラフトスプリント2勝、マクフィチャレンジステークス、トゥーラックハンデキャップ（豪G1）、フューチュリティステークス、キャプテンクックステークス、オタキ・マオリ・ウェイトフォーエイジステークス、ウィンザーパークプレート
  - Rangirangdoo - ドンカスターハンデキャップ（豪G1）、ジョージライダーステークス（豪G1）
  - Zarita - サウスオーストラリアンダービー（豪G1）、シュウェップスオークス（豪G1）
- 2005年産
  - Markus Maximus - ウェスタンオーストラリアンダービー（豪G1）
- 2007年産
  - Say No More - ソーンドンマイル、ブリーダーズステークス
- 2009年産
  - Ferlax - オーストラリアンギニー（豪G1）
  - Prince Of Penzance - メルボルンカップ（豪G1）

## 血統表
| ペンタイアの血統（ノーザンダンサー系／Nearco 4×5=9.38%、Hyperion 5×5=6.25%） | ペンタイアの血統（ノーザンダンサー系／Nearco 4×5=9.38%、Hyperion 5×5=6.25%） | ペンタイアの血統（ノーザンダンサー系／Nearco 4×5=9.38%、Hyperion 5×5=6.25%） | （血統表の出典）     | （血統表の出典） |
| 父 Be My Guest 1974 栗毛                                                     | 父の父Northern Dancer 1961 鹿毛                                              | Nearctic                                                                     | Nearco               | Nearco           |
| 父 Be My Guest 1974 栗毛                                                     | 父の父Northern Dancer 1961 鹿毛                                              | Nearctic                                                                     | Lady Angela          |                  |
| 父 Be My Guest 1974 栗毛                                                     | 父の父Northern Dancer 1961 鹿毛                                              | Natalma                                                                      | Native Dancer        | Native Dancer    |
| 父 Be My Guest 1974 栗毛                                                     | 父の父Northern Dancer 1961 鹿毛                                              | Natalma                                                                      | Almahmoud            |                  |
| 父 Be My Guest 1974 栗毛                                                     | 父の母What a Treat 1962 鹿毛                                                 | Tudor Minstrel                                                               | Owen Tudor           | Owen Tudor       |
| 父 Be My Guest 1974 栗毛                                                     | 父の母What a Treat 1962 鹿毛                                                 | Tudor Minstrel                                                               | Sansonnet            |                  |
| 父 Be My Guest 1974 栗毛                                                     | 父の母What a Treat 1962 鹿毛                                                 | Rare Treat                                                                   | Stymie               | Stymie           |
| 父 Be My Guest 1974 栗毛                                                     | 父の母What a Treat 1962 鹿毛                                                 | Rare Treat                                                                   | Rare Perfume         |                  |
| 母 Gull Nook 1983 鹿毛                                                       | 母の父Mill Reef 1968 鹿毛                                                    | Never Bend                                                                   | Nasrullah            | Nasrullah        |
| 母 Gull Nook 1983 鹿毛                                                       | 母の父Mill Reef 1968 鹿毛                                                    | Never Bend                                                                   | Lalun                |                  |
| 母 Gull Nook 1983 鹿毛                                                       | 母の父Mill Reef 1968 鹿毛                                                    | Milan Mill                                                                   | Princequillo         | Princequillo     |
| 母 Gull Nook 1983 鹿毛                                                       | 母の父Mill Reef 1968 鹿毛                                                    | Milan Mill                                                                   | Virginia Water       |                  |
| 母 Gull Nook 1983 鹿毛                                                       | 母の母Bempton 1976 鹿毛                                                      | Blankeney                                                                    | Hethersett           | Hethersett       |
| 母 Gull Nook 1983 鹿毛                                                       | 母の母Bempton 1976 鹿毛                                                      | Blankeney                                                                    | Windmill Girl        |                  |
| 母 Gull Nook 1983 鹿毛                                                       | 母の母Bempton 1976 鹿毛                                                      | Hardiemma                                                                    | *Hardicanute         | *Hardicanute     |
| 母 Gull Nook 1983 鹿毛                                                       | 母の母Bempton 1976 鹿毛                                                      | Hardiemma                                                                    | Grand Cross F-No.1-l |                  |